# Isodontia azteca
Isodontia azteca là một loài côn trùng cánh màng trong họ Sphecidae, thuộc chi Isodontia. Loài này được de Saussure miêu tả khoa học đầu tiên năm 1867.